# فوجيو نوغوتشي
فوجيو نوغوشي (باليابانية: 野口冨士男) (4 يوليو 1911، طوكيو في اليابان - 22 نوفمبر 1993)؛ محرر، كاتب وروائي ياباني.